# Summer in Paradise
Albums de The Beach Boys
Still Cruisin'
(1989) Stars and Stripes Vol. 1
(1996)
Summer in Paradise est le vingt-septième album studio du groupe de musique américain The Beach Boys. Il est sorti en 1992 sur le label Brother Records.
Enregistré sans Brian Wilson, l'album est uni autour du thème de l'été. Hot Fun in the Summertime est une reprise de Sly and the Family Stone, et Remember (Walking in the Sand) est une reprise des Shangri-Las. One Summer Night et Under the Boardwalk sont des adaptations plutôt que des reprises. Les Beach Boys reprennent également deux de leurs anciens titres, Surfin' (en) (leur premier single, paru en 1961) et Forever (en) (paru sur Sunflower en 1970).
Mal accueilli par la critique comme par le public Summer in Paradise n'a pas été remasterisé et est aujourd'hui épuisé.
Ce fut le premier album à avoir utilisé le logiciel musical Pro Tools.[réf. nécessaire]

## Fiche technique

### Chansons
| No  | Titre                                       | Auteur                               | Chant principal              | Durée |
| --- | ------------------------------------------- | ------------------------------------ | ---------------------------- | ----- |
| 1.  | Hot Fun in the Summertime                   | Sylvester Stewart                    | Mike Love et Carl Wilson     | 3:29  |
| 2.  | Surfin' (en)                                | Brian Wilson, Mike Love              | Mike Love et Carl Wilson     | 3:45  |
| 3.  | Summer of Love                              | Mike Love, Terry Melcher             | Mike Love                    | 2:51  |
| 4.  | Island Fever                                | Mike Love, Terry Melcher             | Mike Love et Carl Wilson     | 3:27  |
| 5.  | Still Surfin'                               | Mike Love, Terry Melcher             | Mike Love                    | 4:03  |
| 6.  | Slow Summer Dancin' (One Summer Night (en)) | Bruce Johnston, Danny Webb           | Bruce Johnston et Al Jardine | 3:23  |
| 7.  | Strange Things Happen                       | Mike Love, Terry Melcher             | Mike Love et Al Jardine      | 4:42  |
| 8.  | Remember (Walking in the Sand)              | George Morton (en)                   | Carl Wilson                  | 3:31  |
| 9.  | Lahaina Aloha                               | Mike Love, Terry Melcher             | Mike Love et Carl Wilson     | 3:44  |
| 10. | Under the Boardwalk                         | Artie Resnick (en), Kenny Young (en) | Mike Love et Carl Wilson     | 4:07  |
| 11. | Summer in Paradise                          | Mike Love, Terry Melcher, Craig Fall | Mike Love                    | 3:52  |
| 12. | Forever (en)                                | Dennis Wilson, Gregg Jakobson (en)   | John Stamos                  | 3:05  |

La version de l'album éditée au Royaume-Uni par EMI présente des versions différentes de cinq chansons : Island Fever, Strange Things Happen, Under the Boardwalk, Summer in Paradise et Forever.

### Musiciens

#### The Beach Boys
- Al Jardine : chant
- Bruce Johnston : chant, claviers sur Slow Summer Dancin' (One Summer Night) et peut-être Under the Boardwalk
- Mike Love : chant
- Carl Wilson : chant

#### Musiciens supplémentaires
- Adrian Baker (en) : chant
- Rod Clark : basse
- Craig Fall : guitares, mandoline, basse
- Gary Griffin : accordéon sur Forever
- Danny Kortchmar (en) : guitares
- Adam Jardine : chœurs sur Summer in Paradise
- Sal Marullo : congas sur Island Fever
- Ken Mary : batterie sur Forever ?
- Roger McGuinn : guitare à douze cordes et chant sur Summer in Paradise (version britannique uniquement)
- Terry Melcher : chant, claviers
- Sammy Merendino : batterie
- Van Dyke Parks : accordéon, claviers
- Joel Peskin : saxophones
- John Stamos : chant et batterie sur Forever
- Richard Titus : claviers
- Keith Wechsler : claviers, programmation, batterie sur Island Fever et Still Surfin'
- John Weston : pedal steel guitar

### Équipe de production
- Terry Melcher : producteur sur tous les morceaux sauf Forever
- Richard Titus, Keith Wechsler : ingénieurs du son sur tous les morceaux sauf Forever
- Gary Griffin, Lanny Cardola : producteurs sur Forever
- Kevin Elson, Mike Mierua : ingénieurs du son sur Forever